# 泰 (涅夫勒省)
泰村（法語：Thaix，法語發音：[tɛ]）是法国涅夫勒省的一个市镇，位于该省南部偏东，属于希农堡（城）区。

## 地理
泰村（46°50'49"N, 3°42'36"E）面积20.04 平方千米，位于法国勃艮第-弗朗什-孔泰大區涅夫勒省，该省份为法国中部省份，北至约讷省，西北接卢瓦雷省，西接谢尔省，南至阿列省，东南接索恩-卢瓦尔省，东临科多尔省。
与泰村接壤的市镇（或旧市镇、城区）包括：伊斯奈、塞西拉图尔、富尔、蒙塔龙、雷米伊、圣格拉蒂安-萨维尼。
泰村的时区为UTC+01:00、UTC+02:00（夏令时）。

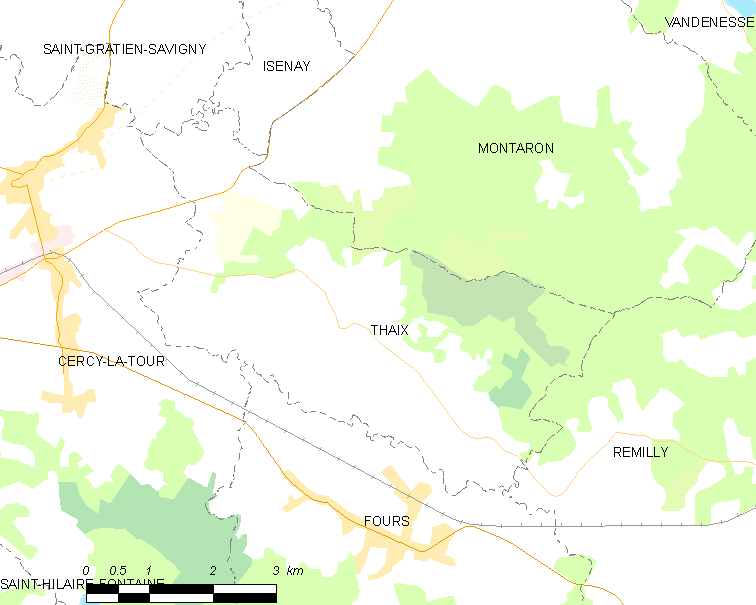
泰村的OSM定位图

## 行政
泰村的邮政编码为58250，INSEE市镇编码为58290。

## 政治
泰村所属的省级选区为吕济县。

## 人口

1962-2008年间泰村人口变化图示

泰村于2022年1月1日时的人口数量为43人。